# Пісочник жовтоногий
Пісочник жовтоногий (Charadrius melodus) — вид сивкоподібних птахів родини сивкових (Charadriidae).

## Поширення
Вид поширений на сході Північної Америки. Гніздиться на пляжах і морських піщаних дюнах Атлантичного узбережжя, а також у внутрішніх водах, досягаючи узбережжя Великих озер і середнього заходу Канади та Сполучених Штатів. Зимує на південному сході США, а також на Багамах і Великих Антильських островах.

### Чисельність
Дані останнього перепису зафіксували 4016 статевозрілих особин на узбережжі Атлантичного океану (2019 рік), ~3500 на північних Великих рівнинах і преріях (2016) і 147 у Великих озерах (2014-18).

## Опис
Невеликий птах розміром з горобця з оперенням пісочного кольору. Дорослі особини мають жовто-помаранчеві ноги, помаранчевий дзьоб з чорним кінчиком, чорну смугу на голові та чорну облямівку навколо шиї (особливо помітну в період розмноження). Довжина 17–18 см, розмах крил 36 см, маса тіла 43–64 г.

## Підвиди
- Charadrius melodus circumcinctus (Ridgway, 1874) -  гніздиться в південній і центральній Канаді та північних і центральних США;
- Charadrius melodus melodus Ord, 1824 - гніздиться в східній Канаді та північному сході США.